# 박다원
박다원(2005년 3월 22일 ~ )은 대한민국의 농구 선수이다. 한국여자프로농구(WKBL) 부산 BNK 썸 소속으로 포지션은 포워드이다.

## 경력
2023년 9월에 열린 2023-2024 WKBL 신입선수 선발회에서 1라운드 전체 5순위로 부산 BNK 썸에 지명되었다.